# Type 096
Le Type 096 est une classe de sous-marins nucléaires lanceurs d'engins (SNLE) destinés à la force sous-marine de la marine de l'armée populaire de libération de la république populaire de Chine. La construction des sous-marins devrait commencer au début des années 2020 et ils devraient être armés du SLBM JL-3,.